# Alžběta Malá-Vidláková
Alžběta Malá-Vidláková (19. listopadu 1900 Pavlínov – 18. ledna 1965 Roztoky[nepřesný odkaz]) byla moravská pedagožka, spisovatelka, etnografka, psala i horáckým nářečím.

## Životopis
Alžběta byla dcerou Ludvíka Vidláka, pololáníka v Pavlínově a Františky roz. Čermákové. V roce 1928 se provdala za Antonína Malého, se kterým měla syna Jaromíra.
Byla odborná učitelka, věnovala se národopisu – sbírala písně, pověsti, pohádky z oblasti Valašska, Horácka a Dolácka. Roku 1932 sbírala lidové podání pohádek v okresech Jihlava a Velké Meziříčí. Sesbírala jich 100, z nichž vybrala 20, z osmi míst, od 7 mužů a 10 žen. Po roce 1945 v Zubří shromáždila přes 160 písní, sběry jsou součástí rukopisného archivu Etnologického ústavu AV ČR v Brně. Bydlela v Heleníně.

## Dílo

### Spisy
- Horáci-Doláci: vlastivědné čtení na podkladě národopisu – grafická úprava a kresba Vl. Urbánek. Jihlava: vlastním nákladem, 1932
- Pověsti z Horácka-Dolácka: doplněk vlastivědné čítanky "Horáci-Doláci" – sebrala a napsala. Moravský Krumlov: vlastním nákladem, 1932
- Horácky pohádke – rukopis z Melantrichovy soutěže. 1933
- Písně a hudba na Jihlavsku – In: Podyjí. 1933, roč. 10, s. 13[4]
- Horácké písně[5]
- Smil Bítovský z Lichtemburka – Horácké noviny, roč. 10, č. 17, s. 9